# 吴山广场

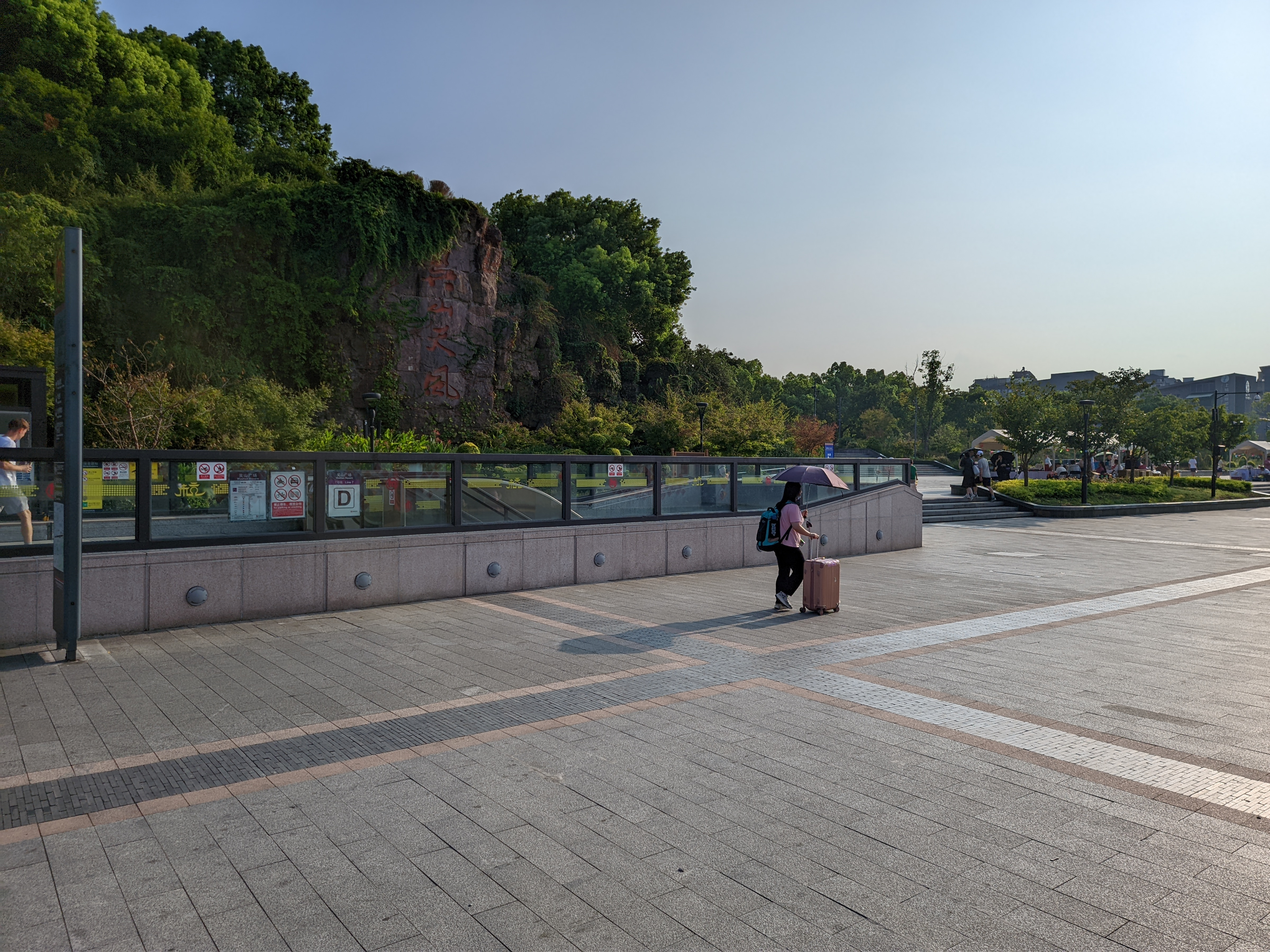

吴山广场是位于杭州市延安路南端的一个大型广场，比邻河坊街、中山南路和万松岭路。1999年9月建成，因南缘与吴山山趾相连而得名。此地也是距离西湖最近的城市广场。河坊街、杭州博物馆、南宋御街等旅游景点紧邻吴山广场。新西湖十景“吴山天风”亦坐落于此。2017年8月7日起，因杭州地铁7号线吴山广场站和地下商业街施工，广场暂时关闭。广场于2022年地铁7号线车站开通后重新开放。吴山广场的地标性建筑为城隍阁。

## 简介
广场占地8万平方米，按观瞻、功能划分为主广场区块、绿茵区块、下沉区块和公益区块。广场上经常举办大型集会、演出，地下有大型停车库。
吴山广场是市民休闲聚集的地方。吴山广场按观瞻、功能划分为几个参差起伏的区块：主广场区块、绿茵区块、下沉区块、公益区块。广场上常举办大型集会、演出，地下辟有大型停车库。

### 地下商业
按照2016年制定的《杭州市地下空间开发近期建设规划（2016-2020）》，当时就规划吴山广场将打造一座“地下城”，在地铁开建时，就已提前规划，增加地下开挖深度和面积，在地下室施工前设计预留互通位置，建成后，吴山广场地下的商超、地铁、停车库就能与其他商业配套互通，人们不出地面就能满足购物、出行需要。2021年5月，吴山广场地下空间一期商业地块正式出让，经过36轮竞价，由阿里巴巴旗下的杭州传富网络科技有限公司以2.83亿总价竞得。地块四至：东至吴山花鸟城，南至河坊街，西至吴山品悦，北至高银街。项目原计划于2023年2月动工，不过迟迟未见开工消息。直到2024年2月，润欣商业（华润）与传富杭州（阿里），携手成立新项目公司。吴山广场地下商城一期工地被划分成三个空间。靠近吴山花鸟城部分的一片空地，大门紧锁，贴着“本场地不对外开放”。门内有几个集装箱，还停放着一些车辆，堆了一些建筑垃圾和建材。第二个空间是最大的，位于吴山广场正中央，直接面朝延安路。目前是大片绿化景观，并且对外开放。第三个空间靠近吴山名楼和公交站。里面同样有移动集装箱，停放了一些车辆，堆放着杂物。

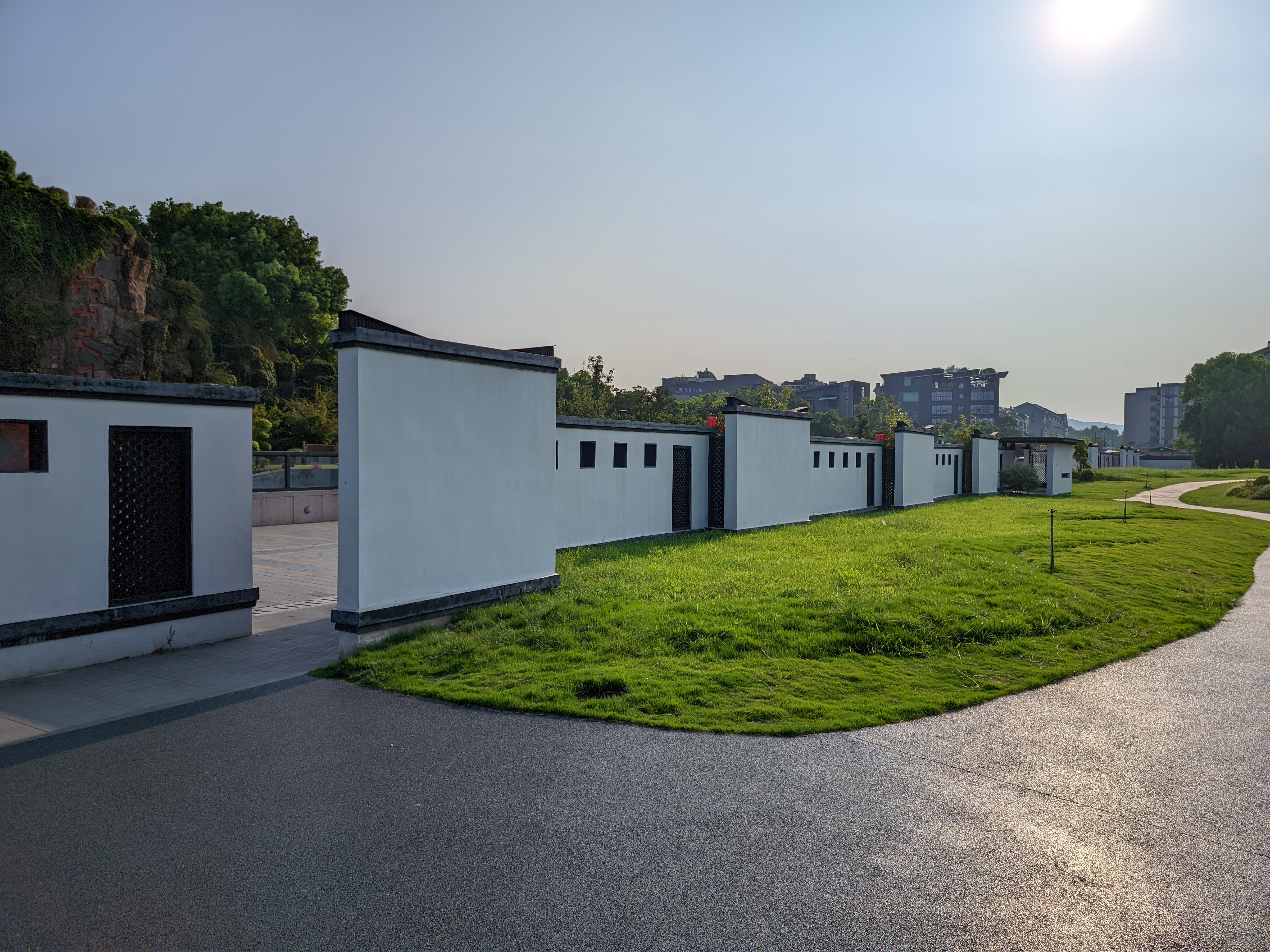
广场前的临时大草坪

## 交通

### 公交
- 吴山广场（位于地铁吴山广场站C口附近）：WE1314、7W
- 吴山广场北（位于延安路、西湖银泰正门前）：4、8、25、35、40、59、187、275、510、WE1314、8212、7W
- 吴山广场东（位于高银街、吴山花鸟城北侧）：8、40
- 地铁吴山广场站C口（位于劳动路）：4、31、510
- 吴山广场西（位于劳动路、孔庙附近）：38
- 荷花池头（位于河坊街）：4、31、38
- 吴山广场华光巷（位于定安路、西湖银泰后门附近）：25、35、40、59、195

### 地铁
7吴山广场站及1定安路站皆可到达吴山广场。